# 黑格倫山
48°20′24.7″N 24°17′15.6″E / 48.340194°N 24.287667°E
黑格倫山是烏克蘭的山峰，位於該國西部外喀爾巴阡州，處於拉希夫區，屬於烏克蘭喀爾巴阡山脈中戈爾加內山脈的一部分，海拔高度1,486米。